# Kamphaeng Phets historiska park

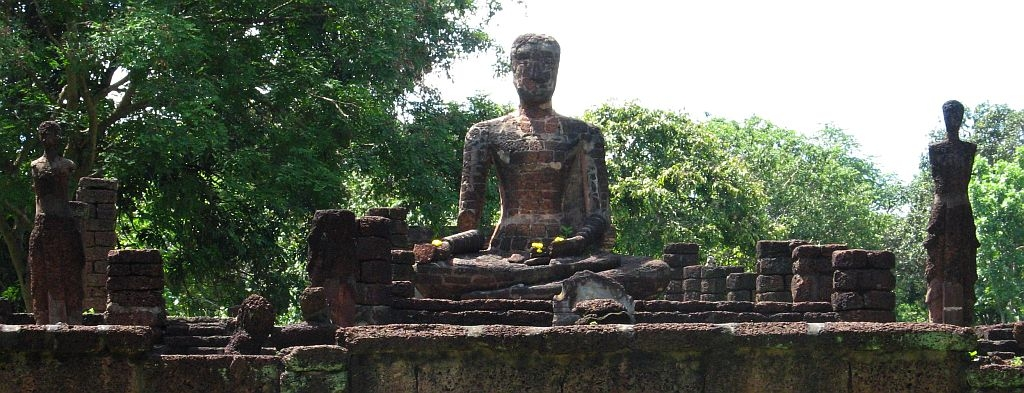
Ruiner i Kamphaeng Phets historiska park

Kamphaeng Phets historiska park är ett arkeologiskt område i staden Kamphaeng Phet, Thailand. Den historiska parken är, vid sidan om Sukhothais historiska park och Si Satchanalai historiska park, en del av världsarvet Historiska städer i Sukhothai och associerade historiska städer. Större sevärdheter i Kamphaeng Phets historiska park är de arkeologiska lämningarna efter historiska platser såsom Mueang Chakangrao öster om floden Ping, Mueang Nakhon Chum i väster och Mueang Trai Trueng omkring 18 km sydväst om staden. Chakangrao, staden Kamphaeng Phet under historisk tid, hade samma stadsplanering som gamla Sukhothai och Si Satchanalai, med skilda zoner för religiösa platser både innanför såväl som utanför stadens gränser. Strukturer är vanligtvis stora och byggda av laterit. Religiösa platser på Pings västra banker i Nakhon Chum är uppförda i tegel och är av mindre storlek.
Stadsmurarna och gamla fortifikationer markerar gränserna av det rektangulära stadsområdet, som mäter en bredd på 300-700 meter och har en längd på 2 200 meter.

## Sevärdheter
Wat Phra Kaeo (วัดพระแก้ว) är ett stort kungligt tempel i stadens mitt, nära en plats där man tror det legat ett palats. Själva templet användes under större stadsevenemang och hade inga bofast a munkar. Bland större utsmyckningar kan nämnas den huvudsakliga Chedi med lejonutsmyckad grund och en rund Chedi med elefantutsmyckad grund. Där finns även andra Chedis med andra grunder och lämningar av flera kapell. Dess gränser är markerade av lateritmurar.
Nummer två i storlek till Wat Phra Kaeo är Wat Phra That (วัดพระธาตุ). Här är den stora Chedin byggd av en mix av laterit och tegel med en 15 meter vid kvadratisk grund. Stilen är i Kamphaeng Phetarkitektur.
Sa Mon (สระมน) är platsen för palatset norr om Wat Phra Kaeo med en kvadratisk jordmur som nästan vidrör den norra stadsmuren. Muren omges på tre sidor av vallgrav med en damm i mitten. Här finns inga byggnader kvar idag.
Wat Phra Non (วัดพระนอน) är omgivet av lägre lateritmurar på alla fyra sidor. Vid templets framsida finns en kvadratisk damm, badrum och en flytande paviljong som stöds av en stor lateritkolonn. Kolonnen skars i ett enda block vid dess källa och mäter 1,1 meter på båda sidor och är 6,4 meter hög, den största dylika stenen i landet. En lejonskulptur och Semastenar (gränsstenar) kan ännu urskiljas. Den stora Vihan som en gång huserade den vilande Buddhastatyn har helt rasat ihop.
Wat Phra Si Iriyabot (วัดพระสี่อิริยาบถ) ligger norr om Wat Phra Non och har liknande damm och badrumsfaciliteter som dess granne. Murarna på dess fyra sidor och dess entré är av laterit. En Mondopstruktur huserade Buddastatyer i fyra poser - gående, sittande, stående och liggande i Sukhothais konstnärliga stil. Idag återstår endast den stående Buddhan.
Wat Phra Sing (วัดพระสิงห์) anses ha uppförts både under Sukhothai och Ayutthayaperioden. Den har lateritmurar och en kvadratiskt formad stor Chedi med bågar på fyra sidor. Framför dess Ubosot finns ornamenterade lejon och Nagafiguriner.
Wat Chang Rop (วัดช้างรอบ) är ett stort tempel uppe på en hög kulle. Dess stora chedi är i Ceylonsk stil och ligger i mitten av planen men dess topp är delvis nedbruten. Basen är utsmyckade med 68 halv-elefanter mellan vilka det finns Bhotiformade ornament. Här finns även spår av demoner och kvinnliga dansande figurer.